# Aisha Fofana Ibrahim
Tiến sĩ Aisha Fofana Ibrahim là một học giả nữ quyền, nhà nghiên cứu, nhà hoạt động người Sierra Leone, và người thực hành về Giới và Phát triển, tin tưởng mạnh mẽ rằng quyền lực và đặc quyền nên được sử dụng để phục vụ người khác. Bà ấy tiến hành phân chia giữa chính sách và thực hành thông qua việc giảng dạy các nghiên cứu về giới ở cấp độ sau đại học và thúc đẩy việc trao quyền cho phụ nữ thông qua việc vận động. Là một nhà hoạt động về giới, trọng tâm vận động nhất hiện nay của bà là tăng sự đại diện của phụ nữ trong việc ra quyết định và lãnh đạo và để đảm bảo rằng một hiến pháp Sierra Leone mới và sửa đổi giải quyết vấn đề bên lề của phụ nữ. Trọng tâm nghiên cứu học thuật hiện tại của bà là về khai thác giới và nghệ nhân và tác động của Ebola đối với phụ nữ và trẻ em gái, nhưng bà cũng làm việc về bạo lực đối với phụ nữ, tham gia chính trị của phụ nữ và các bài tường thuật về tự động/tiểu sử.

## Sự kiện làm việc
- Đại học Fourah Bay của Đại học Sierra Leone: Aisha Fofana Ibrahim là Giám đốc Trung tâm Tài liệu và Nghiên cứu Giới tính tại Đại học Fourah Bay của Đại học Sierra Leone.[2]
- Viện Bắc-Nam: Trong giai đoạn 2009 - 2010, bà là Nghiên cứu viên của Helleiner tại Viện Bắc-Nam, một học bổng do IDRC tài trợ. Trong khi tại Viện Bắc-Nam, công việc của Ibrahim tập trung vào hành động khẳng định như một biện pháp để vượt qua các rào cản hạn chế sự tham gia của phụ nữ vào chính trị.[2]
- Nhóm 50/50 của Sierra Leone: Aisha là Chủ tịch của Nhóm 50/50 của Sierra Leone, tập trung vào việc vận động, chính sách và nâng cao năng lực cho sự lãnh đạo của phụ nữ.[2]
- Đại học Carleton: Aisha Fofana Ibrahim là một học giả và nhà hoạt động nữ quyền và là một trong những học giả và nhà thực hành hàng đầu của Sierra Leone về Giới và Phát triển. Bà là giám đốc trước đây của Viện nghiên cứu và tài liệu về giới (INGRADOC) tại Đại học Fourah Bay, Đại học Sierra Leone.[3]

## Chủ tịch quá khứ của Năm mươi năm mươi Sierra Leone
Aisha Fofana Ibrahim là Chủ tịch Ủy ban Đánh giá Hiến pháp Ebola và Hiến pháp của nhóm 50/50 của Sierra Leone trong giai đoạn 2013-2015, một tổ chức xã hội dân sự nổi tiếng ở Sierra Leone, tập trung vào việc đảm bảo đại diện chính trị bình đẳng cho phụ nữ và thúc đẩy bình đẳng giới ở Sierra Leone. Là một học giả và học viên, Tiến sĩ Fofana Ibrahim đã vượt qua sự phân chia giữa chính sách và thực tiễn, cả việc giảng dạy về giới cho sinh viên tốt nghiệp cũng như thúc đẩy trao quyền cho phụ nữ trong thực tế. 
 "Giám đốc điều hành và các thành viên của Nhóm 50/50 của Sierra Leone muốn cùng với tất cả các chị em của chúng tôi lên án vụ việc xấu xí tại Bãi biển Lumley vào đầu giờ thứ Năm ngày 13 tháng 8 năm 2015, liên quan đến vụ cưỡng hiếp và giết một phụ nữ trẻ. Là một tổ chức tập trung vào phụ nữ, chúng tôi hiểu rằng một hành vi bạo lực đối với một phụ nữ là bạo lực đối với tất cả phụ nữ. Do đó, chúng tôi lên án những hành động bạo lực như vậy, không chỉ với nạn nhân mà còn cho tất cả phụ nữ ở Sierra Leone nói chung. Không có gì bí mật rằng hiếp dâm là một cách mạnh mẽ để truyền đạt sự thống trị và chiếm hữu. Chúng tôi xin kêu gọi Cảnh sát Sierra Leone và tất cả các cơ quan có liên quan làm việc siêng năng và nhanh chóng để điều tra và giải quyết vụ án này. cần phải không khoan nhượng với mọi hình thức bạo lực đối với phụ nữ. Chúng ta cần DỪNG bạo lực đối với phụ nữ, cho dù đó là cưỡng hiếp, đánh đập, bạo lực gia đình hay giết người. "  
 Fifty Fifty Sierra Leone thực hiện các bước sau đây trong cuộc sống hàng ngày của mọi người:
- Báo cáo bất kỳ tỷ lệ bạo lực nào nhìn thấy hoặc nghe thấy đối với bất kỳ phụ nữ hoặc bà gái.
- Báo cáo bất kỳ mối đe dọa dường như trên bất kỳ phụ nữ hoặc bà gái.
- Đừng ở trong bất kỳ khu vực hẻo lánh hoặc bà lập nào.
- Đi bộ theo nhóm đặc biệt là vào ban đêm.
- Chống lại và gây ồn ào nếu bạn thấy mình trong bất kỳ tình huống nguy hiểm nào.

## Tiểu sử
"Tôi là một học giả nữ quyền, nhà nghiên cứu và nhà hoạt động và hiện là Giám đốc của Viện nghiên cứu và tài liệu về giới (INGRADOC) tại Đại học Fourah Bay, Đại học Sierra Leone. Tôi có hơn 15 năm kinh nghiệm giảng dạy và nghiên cứu về giới, văn học và hòa bình. - Xây dựng và đã xuất bản trong các lĩnh vực đó. Trọng tâm nghiên cứu hiện tại của tôi là trong các lĩnh vực tham gia chính trị và hạn ngạch của phụ nữ, bạo lực đối với phụ nữ và các quá trình cải cách ngành an ninh và giới. Tôi là thành viên điều hành của Tập đoàn 50/50, không thuộc nhóm Đảng phái ủng hộ sự bình đẳng giới và trao quyền cho phụ nữ. Tôi ủng hộ sự tham gia của nhiều phụ nữ hơn trong việc ra quyết định và cho các chính sách và luật pháp đáp ứng giới. "  